# ليلة يوم الفجر (فلم)
مساء يوم الفجر هو عبارة سلسة افلام رعب ساخرة تحت عنوان «مساء يوم فجر ابن زوجة عودة الانتقام من ارهاب رعب الهجوم، المتحول، الأجنبي، اكل اللحوم، المتجه للجحيم، الزومبي، الميت الحي.» والتي كتبها جيمس ريفل كمحاكاة ساخرة يضيف من خلالها نصوصه الخاصة على أفلام ولقطات تلفزيونية موجودة مسبقاً بعد حذف النصوص الأصلية من الأفلام.

## الجزء الاول
إلى يومنا هذا لا يزال الجزء الأول غامضًا ولم يتم اطلاقه بعد، كما تم إنشاؤه في محطة عامة حيث أخرج ريفل العديد من الأفلام الطلابية التي كان قد قام بإخراجها في جامعة نيويورك، وبعض لقطات الفيديو، وأفلام سوبر ثمانية المنزلية، وغيرها من المواد والتي وانتجها في غضون أيام. ولم يتم إطلاقه أبداً بلموجود وفقاً لـ (ريفل) «في منزل والدي في أسفل إحدى الخزانات».

## الجزء الثاني
العنوان:
مساء يوم فجر ابن زوجة عودة الانتقام من ارهاب رعب الهجوم، المتحول، الأجنبي، اكل اللحوم، المتجه للجحيم، الزومبي، الميت الحي الجزء الثاني، وفي بعض الاحيان مع كتابة عنوان (الصدمة 2-دي)، وهو عبارة عن محاكاة ساخرة للرعب في عام 1991 وقد كتبها وأخرجها جيمس ريفيل تحت اسم لويل ماسون وهو اسم مستعار. ومن المعروف أيضا باسم نوتدوت . فعلى الرغم من الإشارة إليه على أنه الجزء الثاني، إلا أنه أول جزء في السلسلة يتم عرضه للجمهور. وتم إنشاء الفيلم من خلال إعادة دبلجة فيلم الرعب الكلاسيكي ليلة الموتى الاحياء الصادر في عام 1968 مع إضافة مقاطع جديدة بحوار كوميدي.
وفي عام 2005 تم عرض نوتدوت في مهرجان مدينة نيويورك لأفلام الرعب.

### العنوان
وفي ظل وجود 41 كلمة في عنوانه، و 168 حرفًا بدون أي مسافات، فإنه يحمل ميزة انه الفيلم الذي يملك أطول عنوان باللغة الإنجليزية،  ولكن من العنوان، كتب ميتلاند ماكدونا من دليل التلفزيون، بأن «معظم الناس يستشهدون بـ مساء يوم فجر ابن زوجة عودة الانتقام من ارهاب رعب الهجوم، المتحول، الأجنبي، اكل اللحوم، المتجه للجحيم، الزومبي، الميت الحي الجزء 2: في (الصدمة 2-دي) (1991) كأطول عنوان لفلم مرعب باللغة الإنجليزية على مدى العصور، ولكن من الواضح أنها مزحة عجيبة».

## الجزء الثالث
بعد الجزء الثاني تبعه الجزء الثالث وسمي
مساء يوم فجر ابن زوجة عودة الانتقام من ارهاب رعب الهجوم، المتحول، الأجنبي، اكل اللحوم، المتجه للجحيم، الزومبي، الميت الحي الكسول. الجزء الثالثوالذي كان إعادة دبلجة لفيلم الدماغ الذي لا يموت، وهو فيلم خيال علمي كلاسيكي لعام 1962 من إخراج جوزيف غرينين. وقد تم عمله بميزانية قدرها 92.37 دولارًا أمريكيًا وتم انجازه ردًا على فيلم المخرج ستيفن سبيلبرغ والذي اخرجه في عام 2005 (حرب العوالم) والتي كانت تكلفته 200 مليون دولار.  

## الجزء الرابع
و ايضاً جزء اخر تم إنتاجه في عام 2005 بعنوان: مساء يوم فجر ابن زوجة عودة الانتقام من ارهاب رعب الهجوم، المتحول، الأجنبي، اكل اللحوم، المتجه للجحيم، الزومبي، الميت الحي الكسول. الجزء الرابع والذي كان عبارة عن إعادة دبلجة لفيلم من عام 1932 يسمى اللعبة الاكثر خطورة. وتم إنجازه بمبلغ إجمالي قدره 99 دولارًا. أضاف رييفل أيضًا بعض المشاهد على طريقته الخاصة، والتي تمثل في الغالب رجلين مخمورين يجيبان على أسئلة حول أمور مختلفة ويهبطان بالمظلات في إيفرغلايدس. تم عرضه على شبكة الإنترنت وبثه عدة مرات ايضاً، ولكن لم يتم إصدار «الجزء الرابع» على اقراص دي في دي. وصُنع الفيلم كتحدي لبيتر جاكسون الذي كان يعيد إخراج كينغ كونغ الكلاسيكي إلى نسخة حديثة أطول في 2005.

## الجزء الخامس
العنوان:مساء يوم فجر ابن زوجة عودة الانتقام من ارهاب رعب الهجوم، المتحول، الأجنبي، اكل اللحوم، المتجه للجحيم، الزومبي، الميت الحي - الجزء الخامس أو عنوان أقصر لفيلم الزومبي انه هو محاكاة ساخرة كتبها جيمس ريفيل وتم اطلاقه في عام 2011.
يبلغ طول الفيلم خمسين دقيقة فقط، وهو محاكاة ساخرة للعصر الذهبي للتلفزيون ويقارن بين ما كان يعتبر تليفزيونًا مناسبًا في الخمسينيات والستينيات وما يعتبر تلفزيونًا مناسبًا في هذه الايام. وأخذ ريفيل حلقة من عرض اندي جريفيث ومسلسل بونانزا لتحل محل الحوار، وهذا ما يعتقده ريفيل بأنها كلمات وموسيقى تتماشى أكثر مع ما اعتاد عليه مشاهدو التلفزيون اليوم.
وكان هذا أول فيلم يكتبه ريفل لاستخدامه في الأعمال الخيرية. فعلى الرغم من كونه الجزء الخامس، الا انه في الواقع الفيلم الرابع في المسلسل الذي سيصدر للجمهور. والعنوان يحتوي على 41 كلمة ويحتوي على 177 حرف بدون فراغات، مما يجعله واحدا من أطول عناوين الأفلام على الإطلاق.

## روابط خارجية
- موقع ليلة يوم الفجر
- IMDB.com: ليلة يوم فجر ابن عروس عودة الرعب (الجزء 2)
- الكل Movie.com ليلة يوم فجر ابن عروس عودة الرعب (الجزء 2)
- Night of the Day of the Dawn of the Son of the Bride of the Return of the Revenge of the Terror of the Attack of the Evil, Mutant, Alien, Flesh Eating, Hellbound, Zombified Living Dead Part 2: In Shocking 2-D (film in full) على يوتيوب
- IMDB.com ليلة يوم فجر ابن عروس عودة الانتقام من رعب هجوم الشر ، المتحول ، الجحيم ، الأكل اللحم شبه البشري الميت الأحياء الميتة ، الجزء 3
- IMDB.com ليلة يوم فجر ابن عروس عودة الانتقام من رعب هجوم الشر ، المتحول ، الجحيم ، الأكل ، الزاحف ، الفضائي ، الكسالى ، الأحياء الميتة ، الجزء الخامس
- اعلان الفلم